# 바포레토

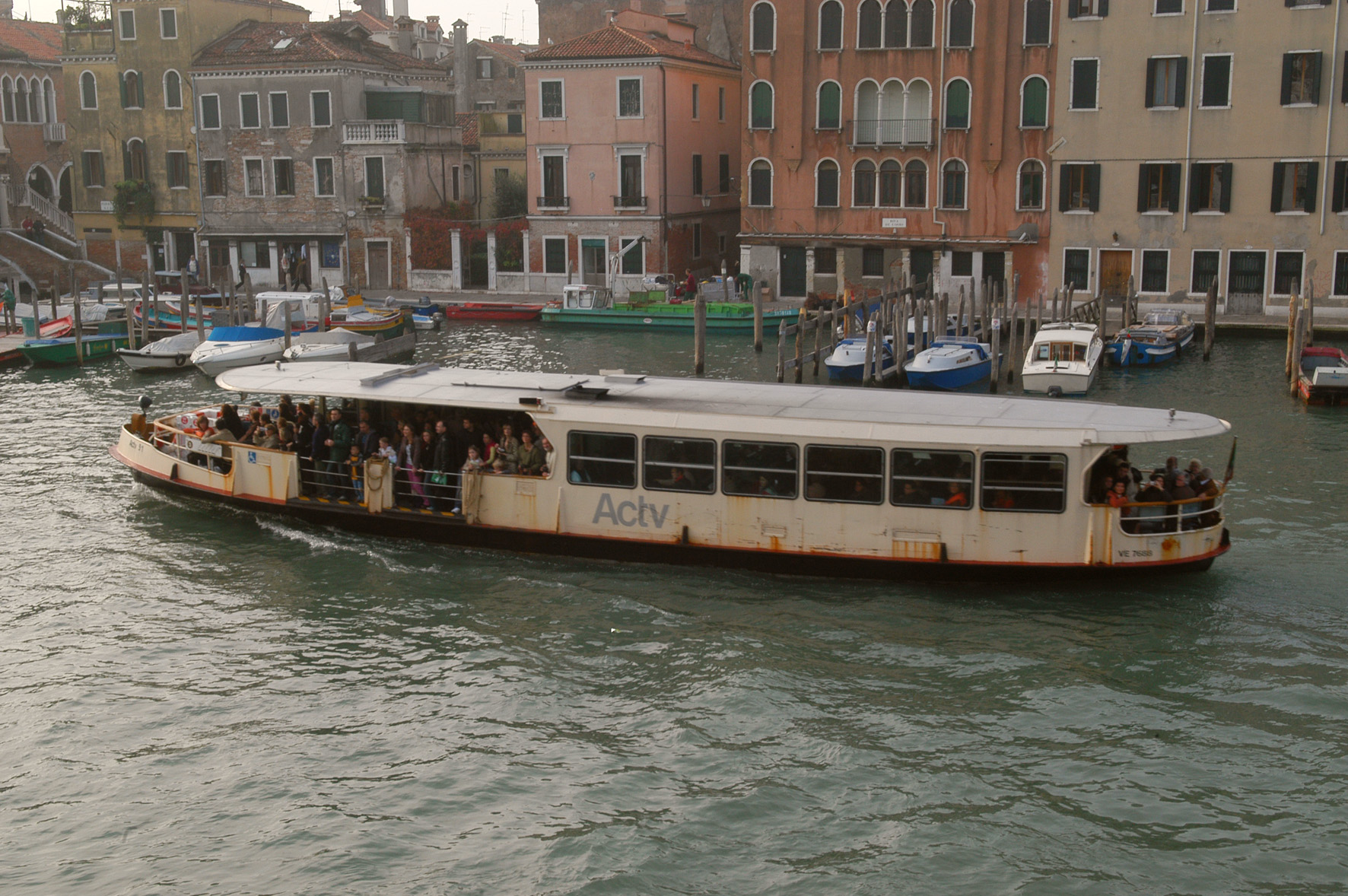
바포레토

바포레토(vaporetto)는 이탈리아 베네치아의 교통 수단으로 수상 택시(수상 버스)의 일종이다.